# 손종관
손종관(1977년 ~ )은 대한민국의 상담심리사, 유튜버이자 작가이다

## 출연방송
KBS 무엇이든 물어보살/2020.01.13 출연

## 경력사항
2015.12 한국치유상담협회 상담심리사 2급 자격 취득
2013.6~2017.3 사람인에이치알
2012.4~2013.4 농협은행
2010.6~2011.9 딜로이트 컨설팅
2008.12~2010.5 딜로이트 안전회계법인

## 저서
에세이
《연애대장》 쉼, 2019, ISBN 9791187580317